# Jahvè (antic Déu d'Israel i Judà)
Jahvè era el déu nacional de l'antic Israel i Judà. Els orígens del seu culte arriben almenys a la primera edat del ferro, i probablement a l'edat del bronze final, si no una mica abans, i en la literatura bíblica més antiga posseeix atributs atribuïts típicament a les deïtats del temps i de la guerra, donant fruit a la terra i liderant l'exèrcit celestial contra els enemics d'Israel. Els primers israelites eren politeistes i adoraven Jahvè juntament amb una varietat de déus i deesses cananees, com El, Aixera i Baal. En segles posteriors, El i Jahvè es van combinar i els epítets vinculats a El com El Shaddai es van aplicar només a Jahvè, i altres déus i deesses com Baal i Aixera van ser absorbits en la religió jahvista.
Cap al final de la captivitat babilònica, es va negar l'existència mateixa de déus estrangers, i Jahvè va ser proclamat com el creador del cosmos i l'únic Déu veritable de tot el món, donant naixement al judaisme.

## El nom de Jahvè
Durant el període del Segon Temple, parlar el nom de Jahvè en públic es va considerar un tabú, i els jueus van començar a substituir altres paraules, principalment adonai (אֲדֹנָי, "el meu Senyor"). A l'època romana, després del setge de Jerusalem i la destrucció del seu temple, l'any 70 dC, la pronunciació original del nom del déu es va oblidar completament.